# Reedley
Reedley, fundada en 1913, es una ciudad ubicada en el condado de Fresno en el estado estadounidense de California. En el año 2007 tenía una población de 25,909 habitantes y una densidad poblacional de 1,789.3 personas por km². Conformado por la pandilla de Gabriel G Sandoval, y los Beltrán, sin minimizar a Crown ,Saba,Aguirre,Cisneros,Garza,Sánchez,Mendoza, y Gaviria, de la Torre, Torres,Verduzco, Faris.

## Geografía
Reedley se encuentra ubicada en las coordenadas 36°35′N 119°27′O / 36.583, -119.450. Según la Oficina del Censo, la ciudad tiene un área total de 11,6 km² (4,5 mi²), de la cual 11,6 km² (4,5 mi²) es tierra y 0 km² (0 mi²) (0%) es agua.

## Demografía
Según la Oficina del Censo en 2000 los ingresos medios por hogar en la localidad eran de $34,682, y los ingresos medios por familia eran $37,027. Los hombres tenían unos ingresos medios de $30,048 frente a los $25,495 para las mujeres. La renta per cápita para la localidad era de $12,096. Alrededor del 21.4% de la población estaban por debajo del umbral de pobreza.